# Opensource-DVD
Opensource-DVD ist eine Programmsammlung freier Anwendungen, die im deutschsprachigen Raum das größte derartige Projekt für das Betriebssystem Windows darstellt.

## Beschreibung
Sie wurde 2004 vom Entwickler Christian Trabi unter dem Titel Opensource-CD ins Leben gerufen und 2006 in Opensource-DVD umbenannt. Sie richtet sich an den Windows-Anwender; allerdings sind viele der Programme auch für Linux geeignet. Durch Kommentare und Screenshots wird versucht, dem Anwender die Entscheidung zu erleichtern, ob sich ein bestimmtes Programm für ihn eignet oder nicht. Opensource-DVD enthält etwa 590 Computerprogramme (Stand: 21. November 2024).
Die freien Programme sind Kategorien wie Grafik, Internet und Netzwerk, Multimedia, Office, Programmierung, Sicherheit, Spiele und Tools zugeordnet. Beispiele sind:
- 7-Zip – Alternative zu kommerziellen (Ent-)Packern
- Audacity – ein mehrspuriger Audio-Editor und Recorder
- Calibre – EBooks lesen, verwalten und konvertieren
- Digikam – bietet Verwaltung, Bearbeitung und Präsentation von Bildern
- FileZilla – ein funktionsreicher FTP-Client
- GIMP – das weit verbreitete Grafikprogramm
- Hibiscus – der Online-Banking-Client verwaltet mehrere HBCI-Accounts
- LibreOffice – eine Zusammenstellung typischer Standardsoftware für Bürotätigkeiten
- Stellarium – ein virtuelles Planetarium
- VLC Media Player – ein Medienplayer

Professor FOSS (Freie Open Source Software) ist der „Schirmherr“ der Opensource-DVD.